# 火線獵殺：暗影戰爭
《火線獵殺：暗影戰爭》是火線獵殺系列首款N3DS新作品，也是本系列首次採用戰略遊戲模式，迥異於以往的FPS射擊遊戲模式。
收錄35個任務及20張衝突地圖，可從鬼影小隊6個獨特的階級士兵中選擇喜愛的操控方式。也可以跟朋友來場 1 對 1 的連線對決。隨著遊戲的進行解鎖新的技能與服裝，讓操控的角色一直有著最先進的裝備。

## 外部連結
- （日語）遊戲官方網站 （页面存档备份，存于）
- 宣傳片